# Municipio de Litchfield (Minnesota)
El municipio de Litchfield (en inglés: Litchfield Township) es un municipio ubicado en el condado de Meeker en el estado estadounidense de Minnesota. En el año 2010 tenía una población de 832 habitantes y una densidad poblacional de 9,56 personas por km².

## Geografía
El municipio de Litchfield se encuentra ubicado en las coordenadas 45°6′15″N 94°35′22″O / 45.10417, -94.58944. Según la Oficina del Censo de los Estados Unidos, el municipio tiene una superficie total de 87 km², de la cual 81,38 km² corresponden a tierra firme y (6,45 %) 5,62 km² es agua.

## Demografía
Según el censo de 2010, había 832 personas residiendo en el municipio de Litchfield. La densidad de población era de 9,56 hab./km². De los 832 habitantes, el municipio de Litchfield estaba compuesto por el 97,84 % blancos, el 0,48 % eran afroamericanos, el 0,24 % eran asiáticos, el 1,08 % eran de otras razas y el 0,36 % eran de una mezcla de razas. Del total de la población el 1,68 % eran hispanos o latinos de cualquier raza.